# Verwaltungsgemeinschaft Gera-Aue
In der Verwaltungsgemeinschaft Gera-Aue aus dem thüringischen Landkreis Sömmerda haben sich die Stadt Gebesee und drei Gemeinden zur Erledigung ihrer Verwaltungsgeschäfte zusammengeschlossen. Die Verwaltungsgemeinschaft wurde am 9. April 1994 gegründet.
Sitz der Verwaltungsgemeinschaft ist in Gebesee.

## Gemeinden
- Andisleben
- Gebesee, Stadt
- Ringleben
- Walschleben